# Вівсянка жовточерева
Вівсянка жовточерева (Emberiza flaviventris) — вид горобцеподібних птахів родини вівсянкових (Emberizidae).

## Поширення
Вид поширений в сухих відкритих лісах і вологій савані в Африці на південь від Сахари, але відсутній в екваторіальній лісовій смузі.

## Опис
Дрібний птах, 15–16 см завдовжки. Дорослий самець має яскравий малюнок голови з білою короною, чорними бічними смугами, білою бровою і білими вушками, облямованими чорною каймою. Нижня частина тіла помаранчево-жовта, стає жовтою на горлі і білуватою на нижній частині живота. Верхні частини каштанові з сірим крупом. Коричневі крила мають дві помітні білі крила. Статі дуже схожі, але самиці можуть мати коричневі межі білих позначок голови, а на спині можуть бути темні смуги.

## Підвиди
Таксон включає три підвиди:
- E. f. flaviventris, номінальна форма трапляється на території від ПАР до Південного Судану.
- E. f. flavigaster трапляється у вузькому поясі біля південного краю Сахари.
- E. f. princeps трапляється на півдні Анголи та Намібії.